# Prowincja Fianarantsoa
Fianarantsoa – prowincja leżąca w południowo-wschodnim Madagaskarze, nad Oceanem Indyjskim. Graniczy od północy z prowincjami Toamasina i Antananarywa, a od zachodu i południa z prowincją Toliara. Stolicą prowincji jest Fianarantsoa. Według danych z 2001 roku prowincja liczy 3 366 291 mieszkańców, co czyni ją 2. najbardziej zaludnioną prowincją w kraju. Powierzchnia prowincji wynosi 103 272 km², i jest 3. prowincją pod względem wielkości w kraju.

## Podział administracyjny
Prowincja Fianarantsoa podzielona jest na 5 regionów i 24 dystryktów:
| - Region Atsimo-Atsinanana: - 5. Dystrykt Befotaka (Befotaka) - 7. Dystrykt Farafangana (Farafangana) - 19. Dystrykt Midongy-Sud (Mindongy-Sud) - 21. Dystrykt Vangaindrano (Vangaindrano) - 23. Dystrykt Vondrozo (Vondrozo) - Region Ihorombe: - 10. Dystrykt Iakora (Iakora) - 12. Dystrykt Ihosy (Ihosy) - 15. Dystrykt Ivohibe (Ivohibe) - Region Haute Matsiatra: - 1. Dystrykt Ambalavao (Ambalavao) - 3. Dystrykt Ambohimahasoa (Ambohimahasoa) - 8. Dystrykt wiejski Fianarantsoa - 9. Fianarantsoa - 13. Dystrykt Ikalamavony (Ikalamavony) - Region Amoron’i Mania: - 2. Dystrykt Ambatofinandrahana (Ambatofinandrahana) - 4. Dystrykt Ambositra (Ambositra) - 6. Dystrykt Fandriana (Fandriana) - 17. Dystrykt Manandriana (Manandriana) - Region Vatovavy-Fitovinany: - 11. Dystrykt Ifanadiana (Ifanadiana) - 14. Dystrykt Ikongo (Ikongo) - 16. Dystrykt Manakara-Atsimo (Manakara-Atsimo) - 18. Dystrykt Mananjary (Mananjary) - 20. Dystrykt Nosy Varika (Nosy Varika) - 22. Dystrykt Vohipeno (Vohipeno) |

## Miasta prowincji
- Fianarantsoa
- Ambositra
- Antoetra

## Parki narodowe
- Park Narodowy Ranomafana
- Park Narodowy Midongy du sud
- Park Narodowy Isalo
- Park Narodowy Andringitra